# Бобров, Александр Алексеевич
Алекса́ндр Алексе́евич Бобро́в (30 мая [11 июня] 1850, Орёл — 26 ноября [9 декабря] 1904, Алупка, Таврическая губерния) — русский хирург, ординарный профессор оперативной хирургии Московского университета.

## Биография
Александр Бобров окончил Орловскую гимназию (1869) и медицинский факультет Московского университета со степенью лекаря с отличием (1874). За студенческую работу «Сотрясение мозга и травматическое оцепенение (шок)» он получил золотую медаль. Был оставлен ординатором госпитальной хирургической клиники профессора И. Н. Новацкого, размещавшейся в Ново-Екатерининской больнице.
В 1877 году принял участие в русско-турецкой войне, заведуя госпиталем во Фратештах. Работая в этом госпитале под руководством известного хирурга С. П. Коломнина, он собрал материал, послуживший основой его докторской диссертации «О механизме переломов трубчатых костей от действия пуль и лечение огнестрельных переломов конечностей», которую он защитил в 1880 году.
В 1881 году он посетил клиники Вены, Берлина, Лейпцига и др. В марте 1881 года ему было присвоено звание приват-доцента кафедры оперативной хирургии и хирургической анатомии московского университета; с 1884 года он — доцент по кафедре десмургии и учению о вывихах и переломах; экстраординарный профессор (1885), ординарный профессор (1898) кафедры оперативной хирургии. Одновременно, с 1884 года, он был консультантом при хирургическом отделении Басманной больницы. В 1892 году, после ухода в отставку И. Н. Новацкого, А. А. Бобров принял заведование хирургической клиникой на 40 коек в Ново-Екатерининской больнице, где параллельно курсу Н. В. Склифосовского читал лекции по хирургическим болезням. В 1893 году, после отъезда Склифосовского в Санкт-Петербург Бобров возглавил факультетскую хирургическую клинику московского университета и кафедру хирургических болезней при ней, где бессменно работал до конца жизни.

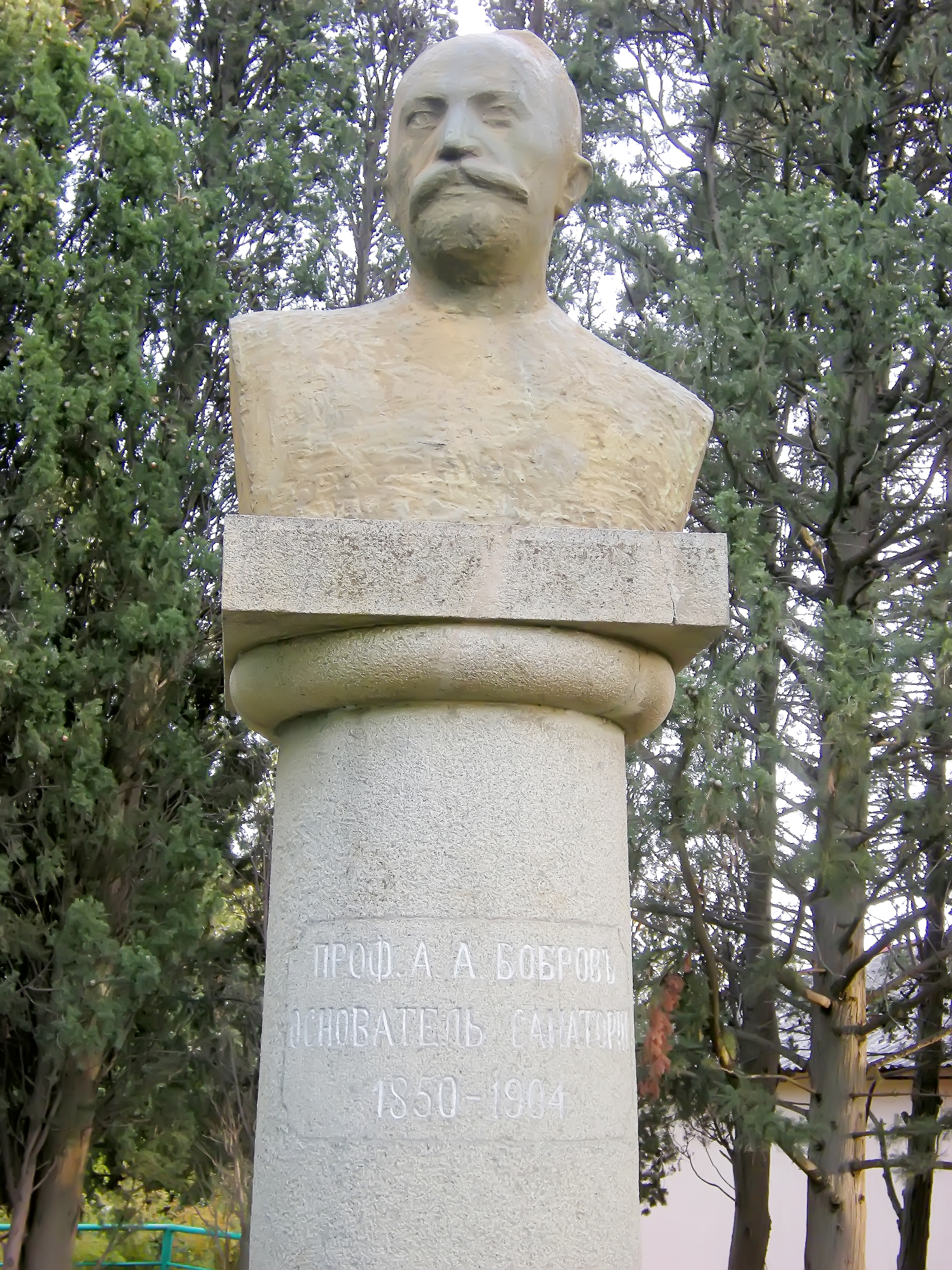
Бюст профессора А.А. Боброва. Алупка, улица Ленина, 35, детский санаторий им. профессора А. А. Боброва, у климато-лечебного павильона

В 1892 году А. А. Бобров предложил метод оперирования свободных грыж, направленный на укрепление передней стенки пахового канала, заключающаяся в подшивании внутренней косой и поперечной мышц живота к паховой связке над семенным канатиком с последующим сшиванием краёв апоневроза наружной косой мышцы. Разработал аппарат для подкожного введения растворов путём создания небольшого избыточного давления в сосуде со вводимой жидкостью. В 1895 году А. А. Бобров обосновал и стал применять новую методику операции при эхинококкозе печени. Бобров один из первых применил лечение аппендицита резекцией червеобразного отростка. Он первым в России в 1898 году, всего лишь через 3 года после открытия рентгеновских лучей, организовал в руководимой им клинике рентгеновский кабинет, что в значительной мере способствовало повышению качества диагностики и лечения костных повреждений; в 1899 году Боброву с помощью рентгенологического исследования удалось точно установить локализацию пули в головном мозге и успешно удалить её.
А. А. Бобров — автор около 60 трудов по различным отраслям хирургии, из которых наиболее известны: «Курс оперативной хирургии» (М., 1887, 4-е изд., 1898); «Руководство к изучению хирургических повязок» (М., 1882, 4-е изд., 1896); «Руководство к хирургической анатомии» (М., 1898); «Учение о вывихах» (М., 1884; 3-е изд., 1895). Был председателем Московского терапевтического общества (1888—1892) и Московского хирургического общества (1894—1904). По его инициативе в Алупке в 1902 году был создан детский костнотуберкулёзный санаторий.
С 1890-х годов много времени стал проводить в Алупке, основал тут 16 апреля 1902 санаторий для лечения детей больных костным туберкулёзом, ныне Детский санаторий им. Боброва. Учреждение является первым в Европе специализированным детским санаторием. 
Архитектор Н. П. Краснов возвёл для профессора Боброва дачу. Ныне особняк по адресу Алупка, ул. 1-го Мая, 7  - объект культурного наследия  Объект культурного наследия народов РФ регионального значения. Рег. № 911711273800005 (ЕГРОКН).
Похоронен в Алупке, на Старом городском кладбище, могила - объект культурного наследия  Объект культурного наследия народов РФ регионального значения. Рег. № 911710901270005 (ЕГРОКН).

## Избранные труды
- Руководство к хирургической анатомии. — М.: Товарищество «Печатня С. П. Яковлева», 1904. — 516 с.
- Бобров А. А., Алексинский И. П. Курс оперативной хирургии. — М., 1894. — 521 с.
- Руководство к изучению хирургических повязок : Десмургия. — 3-е изд., доп. — М.: Товарищество «Печатня С. П. Яковлева», 1890. — 206 с.

## Память
- Детский санаторий имени Боброва[5], город Алупка
- В Днепре именем А. А. Боброва названа улица[6][7].